# Анст
Анст (енгл. Unst) је једно од Британских острва које припада Уједињеном Краљевству, односно Шкотској. Налази се у Северном мору и део је ужег архипелага Шетландска острва. Површина острва износи 121 km². Према попису из 2001. на острву је живело 720 становника.